# Фуджитоид
Фуджитоид (англ. Fugitoid) — персонаж франшизы  «Черепашки-ниндзя». В прошлом он был известен как гениальный и уважаемый учёный по имени профессор Ханикатт (англ. Professor Honeycutt), однако, в результате несчастного случая его сознание перенеслось в тело-робота рабочего по имени Сэл. Данный инцидент сыграл на руку представителям Федерации и расы Трицератонов, которые охотились за межгалактическим телепортирующим устройством, разработанным Ханикаттом.
Фуджитоид был создан сценаристами / художниками Кевином Истмен и Питером Лэрдом и был первым персонажем Mirage Studios. С момента его первого появления в комиксах персонаж появился в других медиа, таких как мультсериалы и видеоигры.

## История публикаций
Персонаж был придуман Кевином Истмен и Питером Лэрдом осенью 1983 года. Первоначально авторы планировали издавать комикс с его участием в формате разбитого на 4 части комикс-плаката, который разворачивался в большой постер. Затем формат был пересмотрен в пользу мини-серии из 6 выпусков, каждый из которых состоял из 5 страниц и формировал единую 30-страничную историю. Получив отказ, Истмен и Лэрд впоследствии создали снискавший большой успех Teenage Mutant Ninja Turtles, куда впоследствии был интегрирован Фуджитоид. Дебют персонажа состоялся в Gobbledygook #1, послужившего рекламой к предстоящему комиксу про Черепашек-ниндзя. Затем он полноценно появился в Teenage Mutant Ninja Turtles #5 (Октябрь, 1985). Происхождение робота-профессора было выявлено в The Fugitoid's Origin. В 1989 году состоялся выход комикса-кроссовера Gizmo and the Fugitoid, где Фуджитоид объединился с другим персонажем Mirage авторства Майкла Дуни по имени Гизмо.

## Биография

### Mirage и Image
Профессор Ханикатт был учёным с планеты Д’Хуниб, формально находящимся на пенсии. Когда-то Ханикатт считался величайшим человеком (или человекоподобным инопланетянином), представляющим воинствующую цивилизацию под названием Федерация. Несмотря на свою принадлежность к Федерации, Ханикатт был миролюбивым человеком, который разрабатывал свои изобретения только для общего блага. Тем не менее, командующий войсками Федерации на Д'Хунибе генерал Бланк придерживался другого мнения, планируя использовать последнее изобретение Ханикатта, переместитель, в качестве средства для перемещения оружия.
Работая в своей лаборатории, Ханикатт находился под давлением генерала Бланка и вооруженных сил Федерации, которые намеревались при помощи переместителя переломить ход войны с Республикой Трицератонов. Когда профессор надел созданный им шлем, который предназначался для развития телепатических способностей и способностей к телекинезу, он получил сигнал от своего робота-работника по имени Сэл, который запутался в проводах за пределами лаборатории. Ханикатт попытался помочь ему, однако, из-за развернувшейся грозы, молния ударила в Ханикатта и Сэла, что вызвало короткое замыкание в шлеме и привело к перемещению сознания учёного в тело робота. Вскоре прибыли генерал Бланк и его люди, обнаружившие на месте тело профессора и робота. Посчитав, что Сэл убил Ханикатта, они объявили его в розыск, из-за чего учёный стал известен как «Фуджитоид» (прозвище происходит от слияния английских слов «fugit ive» — беженцы — и «android»).
Благодаря разумным ракообразным существам Фуджитоиду удалось скрыться в близлежащем городе Пеблак, однако там он был схвачен работорговцами, которые собирались продать его на аукционе. Бланк тем временем узнал правду о судьбе Ханикатта и рассказал своей помощнице Лонэ о важности телепорта, а та, в свою очередь, продала полученную информацию Трицератонам. В какой-то момент Фуджитоид был загнан в угол войсками Федерации, однако, откуда не возьмись появились Черепашки-ниндзя, случайно перенесшиеся через триллионы световых лет на Д’хуниб с помощью переместителя Утромов. Черепашки спасли Фуджитоида, и тем самым навлекли на себя гнев Федерации, которая объявила их в розыск. Узнав историю Ханикатта Черепашки пришли к выводу, что профессор был их единственным шансом вернуться домой, и защитили его от солдат Федерации и воинов Трицератонов. Благодаря вмешательству Утромов, из переместителя которых Черепашки оказались на Д’Хунибе, братья и профессор наконец вернулись на Землю, где Ханикатт присоединился к Утромам и вскоре покинул вместе с ними Землю.
Впоследствии Ханикатт направил Черепахам от лица Утромов приглашение посетить родной мир инопланетян. Почти сразу после их прибытия станция Гават-4 подверглась нападению со стороны Трицератонов. Черепахи согласились помочь им, переправившись на станцию и самоуничтожив её. Годы спустя, когда Утромам удалось установить мирный контакт с Землёй, Ханикатт вернулся с ними на Землю и воссоединился со своими старыми друзьями Черепашками.

### IDW Publishing
В комиксах от IDW Publishing профессор Зейтон Ханикатт был учёным с планеты Нейтрино, который работал на утромского военачальника Куанина, а затем на его сына Крэнга над созданием нового оружия полагая, что оно поможет защитить его родной мир. Тем не менее, впоследствии он осознал преступные намерения Крэнга, однако к тому моменту профессор зашёл слишком далеко. Он разработал робота Сэла, способного менять внешний облик, используя андроида в своих научных исследованиях. Кроме того, в прошлом он был женат на женщине по имени Марра, которая родила ему сына по имени Эли. Марра убедила Ханикатта присоединиться к армии сопротивления, построив для неё межпространственный портал. Тем не менее, приспешники Крэнга обнаружили базу сопротивления и попытались захватить Ханикатта. Во время вспыхнувшего пожара Ханикатта перенёс своё сознание в робота Сэла, чтобы спасти свою семью и союзников, однако это привело к пожизненному заточению профессора в теле андроида. Несмотря на жертву Ханикатта, его жена и ребёнок были убиты по приказу Сержанта Гранитора, одного из высокопоставленных подчинённых Крэнга. С помощью межпространственного портала он переместился на Землю, где принял облик человека.
Действуя под псевдонимом Чет Аллен, Ханикатт решил уничтожить организацию Крэнга изнутри, устроившись на работу в StockGen, возглавляемую союзником Крэнга по имени Бакстер Стокман. Также Ханикатт заключил союз с кланом Фут под руководством Шреддера, поскольку он и его люди были врагами Крэнга. Некоторое время спустя, он вернулся на свою родную планету вместе Черепашками-ниндзя. В конечном итоге ему удалось натравить Крэнга и Шреддера друг на друга, что привело к разрушению Технодрома, однако это едва не стоило жизни Донателло. Чтобы спасти его, профессор заключил союз с Кожеголовым. В дальнейшем Ханикатт был разорван на куски Кожеголовым, который стремился отомстить беспомощным Утромам, находящимся в состоянии глубокого сна. Несмотря на серьёзные повреждения, разум профессора уцелел.  Затем Ханикатт участвовал в суде над Крэнгом, по окончании которого тот был съеден Кожеголовым. Профессор остался жить на своей родной планете Нейтрино, чтобы помочь её обитателям в предстоящем вторжении малигноидов под предводительством их королевы Малигны. Ханикатт пожертвовал жизнью во время событий The Last Ronin, чтобы уничтожить Бакстера Стокмана.

## Телевидение

### Мульсериал 2003 года

Фуджитоид в мультсериале «Черепашки-ниндзя» 2003 года.

Оливер Вайман озвучил Фуджитоида в мультсериале «Черепашки-ниндзя» 2003 года. Здесь история его происхождения совпадает с комиксами Mirage вплоть до того, что он остался жить с Утромами. В 3 сезоне, из-за развернувшегося на Земле вторжения Трицератонов, которые напали на родную планету его друзей Черепашек-ниндзя в поисках профессора, Фуджитоид решил добровольно сдаться Трицератонам в плен, чтобы предотвратить гибель невинных людей. Несмотря на попытки Черепашек предотвратить его захват, он, в конечном итоге, попадает в плен к агенту Бишопу, который сдаёт его генералу Бланку в обмен на безопасность Земли. Выясняется, что Ханикатт планировал свой захват с целью заражения технологии Федерации и Трицератонов, тем самым положив конец вооружённому конфликту. Профессор погибает из-за перегрузки внутренних схем, после чего его друзья отдают Ханикатту дань уважения во время похорон. Тем не менее, перед «смертью» Ханикатту удалось скопировать своё сознание на спутник, что позволило ему связаться с Черепашками. Донателло создал для него новое тело, однако, из-за примитивности земных технологий, оно оказалось недоработанным. Ханикатт помог Черепашкам перегрузить ядро космического корабля Шреддера, когда тот попытался покинуть Землю, после чего присутствовал на суде над последним. По прошествии этих событий, профессор остался жить с Утромами. В финале 7 сезона Ханикатт был священником на свадьбе Эйприл О’Нил и Кейси Джонса.

### Мульсериал 2012 года
Фуджитоид появляется в мультсериале «Черепашки-ниндзя» 2012 года, где его озвучил Дэвид Теннант.

## Видеоигры
- Вайман вновь озвучил Фуджитоида в играх Teenage Mutant Ninja Turtles 2: Battle Nexus (2004), Teenage Mutant Ninja Turtles 3: Mutant Nightmare (2005) и Teenage Mutant Ninja Turtles: Smash-Up (2009)[8].
- Фуджитоид из мультсериала 2012 года является одним из игровых персонажей в Teenage Mutant Ninja Turtles Legends (2016).

## Товары
- В 1987 году Playmates выпустила фигурку Фуджитоида в комплекте с дополнительным оружием[10].
- В 2003 году Playmates фигурку Фуджитоида на основе его появляется в мультсериале 2003 года[11].
- В 2009 году художник Mirage Sudios Майкл Дуни разработал дизайн вакуумно-метализированной фигурки Фуджитоида, которая была изготовлена Playmates Toys к 25-летию франшизы «Черепашки-ниндзя»[12].
- В 2015 году Playmates Toys выпустила фигурку Фуджитоида на основе его появления в мультсериале 2012 года.
- В 2022 году NECA выпустила фигурку Фуджитоида на основе его появления в комиксах Mirage[13]. Помимо самого персонажа, в комплект вошли дополнительные аксессуары, включая гравитационный эквалайзер[14].